# Gaspar de Zúñiga y Avellaneda
Gaspar de Zúñiga y Avellaneda (Castelo de Cáceres, 1507 - Jaén, 2 de janeiro de 1571) foi um cardeal do século XVI.

## Biografia
Nasceu em Castelo de Cáceres em 1507. Terceiro filho de Francisco de Zúñiga, 3º conde de Miranda del Castañar, e María de Cárdenas y Henríquez. Neto de Gutierre de Cárdenas, financiador dos Reis Católicos, e de Teresa Enríquez, La Loca del Sacramento. Sobrinho do cardeal Íñigo López de Mendoza y Zúñiga (1530), que, apesar da disparidade de sobrenomes, era irmão de seu pai. Seu segundo sobrenome também está listado como Avellianeda.
Estudou teologia sob a direção de Francisco de Vitoria na Universidade de Salamanca..
Ordenado (nenhuma informação encontrada). Clérigo de Osma. Professor de teologia na Universidade de Salamanca, 1547-1550. Abade de Castro, diocese de Burgos, e de San Isidoro, diocese de Leão..
Eleito bispo de Segóvia, 27 de junho de 1550. Consagrado, 1550. Participou nas duas últimas sessões do último período do Concílio de Trento; teve duas intervenções, 25 de janeiro de 1551 e 28 de abril de 1552; nomeado membro da comissão para redigir os decretos sobre a Missa e o sacramento da Ordem, 18 de julho de 1558; não participou da fase final do concílio por ter que residir na corte espanhola para ser juiz da causa de Bartolomé Carranza de Miranda, OP, arcebispo de Toledo. Promovido à sé metropolitana de Santiago de Compostela, em 21 de outubro de 1558. Transferido para a sé metropolitana de Sevilha, em 22 de junho de 1569; nunca entrou em sua sé. Acompanhou Francisco Zúñiga, duque de Béjar, na sua viagem à Alemanha para acompanhar a princesa Ana, filha do imperador Maximiliano, à Espanha para o seu casamento com o rei Felipe II..
Criado cardeal sacerdote no consistório de 17 de maio de 1570; recebeu o chapéu vermelho e o título de S. Bárbara, em 16 de junho de 1570..
Morreu em Jaén em terça-feira, 2 de janeiro de 1571, às 11 horas, a caminho de Sevilha para tomar posse daquela sé. Transferido para Sevilha e sepultado na capela de Santa María de la Antigua, próximo ao altar-mor da catedral metropolitana. A notícia de sua morte chegou a Roma em 30 de janeiro de 1571..